# Gianni Della Cioppa
Gianni Della Cioppa (Verona, 8 giugno 1963) è un giornalista, critico musicale e produttore discografico italiano.

## Biografia

### Gli anni '80: Inizio di carriera
Iniziò a scrivere da ragazzino, il suo primo articolo fu una recensione di Alive! dei Kiss per un giornalino parrocchiale della sua città d'origine. La sua carriera di critico musicale iniziò però sulle fanzine Metal Thunder e Fireball verso la metà degli anni '80.
Sul finire degli anni ottanta conobbe Beppe Riva, che lo introdusse come collaboratore, prima nella rivista Metal Shock e poi Flash e Tutti frutti.

### Gli anni '90: Psycho!, Andromeda e Il Mucchio
Nel 1991 pubblicò il suo primo libro dal titolo Hard rock & heavy metal: 1968-1990: centotrentatré top album per la Kaos Edizioni di Milano. Anche grazie al buon successo del suo libro, partecipò alla stesura dell'enciclopedia Il Grande Rock pubblicata da De Agostini e distribuita a fascicoli tramite le edicole, per poi tenere incontri sulla storia del rock presso l'Accademia di Musica Moderna di Milano.
Nel 1996 fu tra i fondatori della rivista di musica Psycho!, diretta dall'amico Francesco "fuzz" Pascoletti, e ne fonda una propria fanzine, Andromeda, uscita in dodici numeri tra il 1996 e il 2001, di cui fu direttore. Il nome verrà poi ripreso più tardi per l'etichetta Andromeda Relix, che prevedeva di storicizzare e ristampare vecchi album discografici. Due anni dopo Della Cioppa iniziò a collaborare stabilmente con il settimanale Il Mucchio, in questo periodo contribuì allo sviluppo degli Atlanti della Giunti Editore, collana curata e diretta Riccardo Bertoncelli e all' Enciclopedia della musica rock a cura di Cesare Rizzi e Federico Guglielmi. Sempre nella stessa collana pubblica nel 2002 il suo La storia del Rock.

### Gli anni 2000: Tra Classix! e nuove iniziative editoriali
Fu nel marzo del 2003 che iniziò una collaborazione con la rivista Classix! che lo portò in seguito a scrivere anche per Classix Metal e Classic Rock Lifestyle. tra il 2003 e il 2004, i suoi contributi vennero inseriti in 100 dischi ideali per capire il rock hard & heavy edito dalla Editori Riuniti e curato da Francesco Eandi, ed in 24.000 dischi: tutti gli album dei 1000 artisti più importanti di rock, black music e canzone d'autore edito dalla Zelig e curato da Riccardo Bertoncelli, Cris Thellung e Paolo Madeddu.
Nel 2005 pubblicò la prima edizione del libro Italian metal legion con la sua Andromeda Relix Edizioni, poi ristampato nel 2009 dalla QuiEdit. Nel libro l'autore traccia la storia del metal italiano, tentando di descriverne i personaggi principali attraverso la raccolta ed elaborazione di fonti documentali come demo, fanzine, riviste, programmi radiofonici, senza trascurare le interviste. Sempre per la Quiedit Gianni Della Cioppa pubblicò nel 2010 il suo primo libro di narrativa dal titolo Il punto G.D. Le tribolazioni di un chimico catapultato suo malgrado nel mondo della grande distribuzione, un romanzo autobiografico in forma di diario che ripercorre i punti salienti della vita e della carriera giornalistica di Gianni Della Cioppa.
Nel 2011, forte dell'esperienza passata che lo aveva portato anni prima a essere tra i redattori degli Atlanti della Giunti Editore, pubblicò, sempre per Giunti, HM: Il grande libro dell'heavy metal, una enciclopedia della storia del metal composta di oltre 240 pagine che dai "prime movers" degli anni '70 ne percorre i passi attraverso il NWOBHM, l'AOR, le influenze dell'hardcore punk, il thrash metal e i suoi sottogeneri, passando per il prog metal, il nu metal e il black metal fino alle estreme conseguenze della propria contemporaneità. Nello stesso anno iniziò poi la sua relazione con la CRAC Edizioni, per cui Della Cioppa curò e scrisse Il negromante del rock: le origini dei Death SS, la biografia ufficiale di Steve Sylvester dei Death SS
Nel 2012 uscì sempre per la Crac edizioni un nuovo libro sul metal italiano dal titolo Va pensiero. 30 anni di rock e metal in italiano, in cui l'autore traccia per schede una storia delle band italiane più importanti del rock e del metal. Con lo stesso metodo imposta poi il suo libro del 2016, intitolato I 100 migliori dischi Hard Rock. 1968-1979 L'epoca d'oro" pubblicato dalla Tsunami edizioni. . Due anni dopo completa la selezione con il libro I 100 migliori dischi Hard Rock. 1980-2015 Gli anni di bronzo. Sempre per l'editore Tsunami. 
Nella prima parte del 2020 escono la ristampa aggiornata de Il Negormante del rock - Le origini dei Death SS, con un nuovo apparato fotografico e La storia dei Death SS - 1987-2020, sempre per l'editore Tsunami, con cui si completa la storia del cantante Steve Sylvester e della sua band horror metal, famosa in tutto il mondo.
Nel 2023, nel giorno del suo sessantesimo compleanno per QuiEdit esce "La musica fa 60!", un libro in cui racconta aneddoti e storie legate alla scoperte degli artisti e dei gruppi che hanno segnato la sua vita di ascoltatore e di critico musicale.
È uno dei collaboratori della rivista Prog.

## Pubblicazioni
- La musica fa 60!, Verona, QuiEdit, 2023, ISBN 978-8864647333
- La storia dei Death SS 1987-2020, Tsunami Edizioni, 2020, ISBN 978-8894859379.
- Il negromante del rock - Le origini dei Death SS, Tsunami Edizioni, 2020, ISBN 978-8894859355.
- I 100 migliori dischi hard rock. 1980-2015, Gli anni di bronzo, Tsunami Edizioni, 2016, ISBN 9788894859188.
- I 100 migliori dischi hard rock. 1968-1979, l'epoca d'oro, Tsunami Edizioni, 2016, ISBN 9788896131886.
- Gianni Della Cioppa e Francesco Bommartini, Verona rock, Delmiglio Editore, 2016, ISBN 9788896305911.
- Gianni Della Cioppa (a cura di), 33 Racconti Rock, con il contributo di Aldo Pacciolla, Alessandro Morbidelli, Andrea Gruberio, Andrea Valentini, Angelo Mora, Antonio Braile, Aurelio Pasini, Daniele Stronati, Danilo Saccotelli, David Bonato, Davide Grassi, Davide Motta, Donato Zoppo, Elena Raugei, Emiliano “il confessore” Cioffi, Enea Sambuco, Enio Nicolini, Enzo Rizzi, Federica Leva, Federico Guglielmi, Federico Martinelli, Federico Socci, Francesco Bommartini, Francesco “Fuzz” Pascoletti, Giada “Neelly” Molganoni, Gianni Della Cioppa, Giancarlo Bolther, Giancarlo Passarella, Giulia Tirapelle, Jeffrey Lamonte, Kathy Alselmi, Laura Albergante, Loris Luigi Furlan, Luca Bagolin, Luca Sguazzardo, Marco Gaburro, Massimiliano Falavigna, Mauro Furlan, Mox Cristadoro, Pelagio D’Afro, Remo Xumerle, Ruben, Stefano Cerati, Stefano Pisani, Tim Tirelli e Vannuccio Zanella, Verona, QuiEdit Edizioni, 2014, ISBN 9788864642598.
- Va pensiero. 30 anni di rock e metal in italiano, Fano, CRAC Edizioni, 2012, ISBN 978-8897389057.
- Il negromante del rock: le origini dei Death SS, Fano, CRAC Edizioni, 2011, ISBN 9788897389033.
- Gianni Della Cioppa (a cura di), HM: Il grande libro dell'heavy metal, Firenze, Giunti Editore, 2011, ISBN 9788809768666, OCLC 898511219.
- Il punto G.D. Le tribolazioni di un chimico catapultato suo malgrado nel mondo della grande distribuzione, Quiedit, 2010, ISBN 9788864640747.
- Heavy Metal. I contemporanei, Firenze, Giunti Editore, 2010, ISBN 978-88-09-74962-7.
- Italian metal legion: 1980-1991. I giorni del sogno, QuiEdit, 2009, ISBN 978-8864640099.
- Hard rock & heavy metal: 1968-1990: centotrentatré top album, Gammalibri/Kaos Edizioni, 1991.